# Bochov
Bochov (Duits: Buchau) is een kleine Tsjechische stad in de regio Karlsbad, en maakt deel uit van het district Karlsbad. Bochov telt 1909 inwoners (2023). De stad ligt op 668 meter hoogte omgeven door onder andere het natuurreservaat Slavkovský les en het gebergte Doupovské hory.

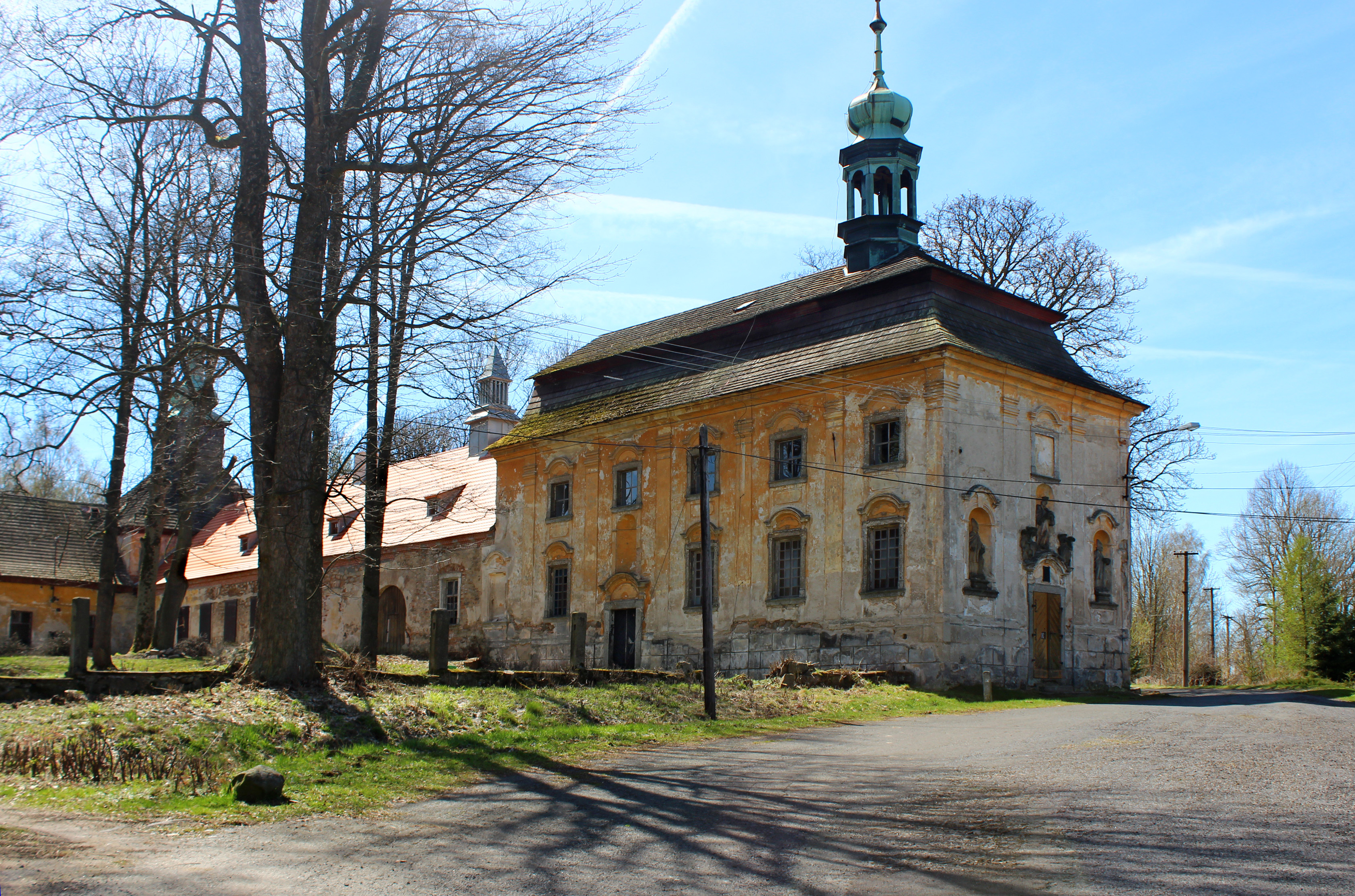
Kasteel Javorná

## Geschiedenis
Bochov ontstond in de 14e eeuw als een handelspost tussen Praag en Loket. Stichter was waarschijnlijk de Boheemse adellijke Boreš z Rýzmburka, voordat deze de strijd verloor tegen Wenzel IV in 1406. De bevolking leefde vooral van de landbouw, waarna later ook een porselein- en kartonagefabriek zich in de stad vestigde. In 1910 had de stad 2200 inwoners, op 17 mei 1939 waren het er 1679 en in 1947 waren dit er nog maar 924. De grote terugval werd veroorzaakt doordat de Duitse inwoners na de Tweede Wereldoorlog werden verdreven. Hierdoor verloor Bochov de stadsrechten.
Sinds oktober 2006 heeft Bochov zijn stadsrechten terug.

## Bezienswaardigheden
- Barok granietbronnen
- Standbeeld van Johannes Nepomucenus
- Kapel van Jakob
- Kerk van Maria
- Kasteel Hartenštejn

Abertamy · Andělská Hora · Bečov nad Teplou · Bochov · Boží Dar · Božičany · Bražec · Březová · Černava · Čichalov · Dalovice · Děpoltovice · Doupovské Hradiště · Hájek · Horní Blatná · Hory · Hroznětín · Chodov · Chyše · Jáchymov · Jenišov · Karlsbad (Karlovy Vary) · Kolová · Krásné Údolí · Krásný Les · Kyselka · Merklín · Mírová · Nejdek · Nová Role · Nové Hamry · Ostrov · Otovice · Otročín · Pernink · Pila · Potůčky · Pšov · Sadov · Smolné Pece · Stanovice · Stráž nad Ohří · Stružná · Šemnice · Štědrá · Teplička · Toužim · Útvina · Valeč · Velichov · Verušičky · Vojenský újezd Hradiště · Vojkovice · Vrbice · Vysoká Pec · Žlutice